# Бородаті корені
Борода́ті ко́рені — тип коренів, утворених за допомогою агробактерій, наприклад, Agrobacterium rhizogenes, Agrobacterium tumefaciens. Культура бородатих коренів — це тип культури рослинної тканини, яка використовується для вивчення метаболічних процесів рослин або для виробництва цінних вторинних метаболітів або рекомбінантних білків, часто за допомогою генної інженерії рослин.
У період з 1930-х по 1960-ті роки бородаті корені (БК) вивчалися в першу чергу як ознака інвазії патогенів у садових рослин. Лише до 1970-1980-х років Agrobacterium rhizogenes ідентифікували як бактеріальний агент, який через перенесення генів бактеріальної плазміди Ri індукує синдром бородатих коренів. Це важливе відкриття викликало ряд досліджень, які допомогли розробити технологію культивування бородатих коренів та стимулює ризогенез.
Бородаті корені виникають із місця поранення рослин, коли вони інфіковані A. rhizogenes, симбіотичною бактерією, яка в даний час таксономічно перейменована в Rhizobium rhizogenes. Зараження відбувається через специфічні бактеріальні фрагменти ДНК (Т-ДНК) з плазміди, що індукує корені (pRi) у рослинні клітини. Навіть коли рослина реагує на бактеріальну інфекцію, запускаючи експресію кількох білків, пов'язаних із захистом, для придушення патогена, R. rhizogenes руйнує шляхи захисту рослин.

## Переваги культури бородатих коренів
На сьогоднішній день кожна система виробництва рекомбінантних білків має свої обмеження. Наприклад, нездатність виробляти та/або секретувати функціонально складні білки (бактеріальні системи), ризик передачі вірусу та токсичних молекул (бактеріальні системи, клітини ссавців) або дуже висока вартість виробництва (клітини ссавців).
Використання трансгенних рослин пропонує ряд переваг, включаючи безпеку (відсутність ризику загрозливого для людини вірусного зараження), низькі витрати на вихід і складне глікозилювання. Суспензії рослинних клітин і культури бородатих коренів (КБК) поєднують в собі внутрішні переваги рослин і обмеження виробництва.
У порівнянні з клітинними суспензіями, бородаті мають ряд переваг, таких як генотипічна та фенотипічна стабільність і можлива позаклітинна секреція експресованих білків (ризосекреція), що пропонує зручний метод очищення цільових білків у добре визначеному середовищі з дефіцитом білка, вони здатні виробляти складні сполуки та мають високу масштабованість.

## Застосування
Трансформація, опосередкована R. rhizogenes, дозволила успішно синтезувати різні хімічні сполуки, також відомі як вторинні метаболіти, які відповідають складним молекулам, які природно присутні в рослинах і мають цікаві властивості на фармакологічному, косметичному та нутрицевтичному рівні.
Протягом останніх трьох десятиліть трансформація R. rhizogenes використовувалася для з'ясування фізіологічних процесів і шляхів біосинтезу, для створення молекул рослинного походження, для допомоги в молекулярній селекції, для покращення стратегій фіторемедіації та для виробництва терапевтичних рекомбінантних білків.
Культура бородатих коренів також може бути використана для регенерації цілих рослин і для виробництва штучного насіння.

## Гени R. rhizogenes, залучені до індукування бородатих коренів
R. rhizogenes є грамнегативною ґрунтовою бактерією, що мешкає біля коренів рослин і в кінцевому підсумку викликає в зараженої рослини-господаря так званий «синдром бородатого кореня». Цей синдром складається з негеотропного розгалуження кореня в місці інфекції. Молекулярні події, які беруть участь у формуванні так званих БК, ще не повністю вивчені. Проте процес генетичної трансформації можна розділити на наступні етапи:
1) фенольні сполуки, що сприймають ризобактерію, наприклад ацетосирингон вивільняються експлантатом, зазвичай після поранення, активуючи прикріплення бактерій до клітин експланта/кореня;
2) процесинг Т-ДНК в бактеріальних клітинах та утворення Т-комплексу (Т-ланцюги та інші пов'язані білки);
3) перенесення Т-комплексів від бактерій до генома рослини-хазяїна;
4) включення та експресія Т-ДНК в геномі рослини;
5) БК, що виходять із місця зараження.
Т-ДНК плазміди Ri випадковим чином інтегруються в геном рослини і експресуються у вигляді мРНК. Різні локуси, такі як ділянка vir генів pRi, Т-ДНК та хромосомної вірулентності (chv), є життєво важливими для ефективної трансформації.
Ці гени складаються з virD1 і virD2, які кодують білки, які прикріплюються до ДНК і розрізають ДНК на прикордонних повторюваних послідовностях Т-ДНК довжиною 25 bp. Білки, трансльовані з генів virE1 і virE2, також мають велике значення, оскільки вони захищають ланцюги Т від розщеплення нуклеазами і полегшують їх інтеграцію в хромосому рослини.
Незважаючи на те, що деякі штами R. rhizogenes не мають цих генів, вони все одно ефективно переносять Т-ланцюги через існування гена pRi GALLS, що кодує білок із сигналом ядерної локалізації та активністю хелікази.
Т-ДНК містить дві незалежні послідовності, а саме ліву і праву, TL і TR відповідно. TL-ДНК і TR-ДНК зазвичай незалежно передаються і стабільно інтегруються в геном рослини-хазяїна. Однак лише TL-ДНК є життєво важливою і достатньою для індукції БК.
Після секвенування TL-ДНК було виявлено, що чотири відкриті рамки зчитування є важливими для індукції БК (rolA, rolB, rolC і rolD). Продукти цих генів rol мають специфічні функції у формуванні БК; проте ген rolB, здається, є найбільш релевантним для індукції. У дослідженні втрати функції було виявлено, що нокаут гена rolB призводить до того, що плазміда стає авірулентною. Нарешті, ген rolB R. rhizogenes бере участь в активації факторів транскрипції більшості спеціалізованих метаболітів у КБК, а також у експресії білків шаперонного типу. Однак функція цього активатора досі мало вивчена. Загалом, гени rol описані як модулятори росту рослин і диференціації клітин, а також можуть опосередковувати незвичайні шляхи передачі сигналу в рослинах.

## Культивування, збереження, синтез речовин

### Критерії
Щоб розробити оптимальну систему КБК, складність молекул, що виробляються, має бути розглянута на самому початку процесу (наприклад, молекулярна маса, потенційна токсичність тощо), а також внутрішні властивості видів рослин, відібраних для індукування БК (наприклад, здатність до зростання, здатність трансформуватися тощо). Деякі види є більш ефективними, ніж інші з точки зору продуктивності. Вибір видів рослин також необхідно враховувати для виробництва рекомбінантних білків. Крім того, необхідно враховувати стабільність виробничої потужності БК з часом. Нарешті, коли це можливо, необхідно враховувати безпеку видів рослин, зокрема, для фармацевтичного застосування (наприклад, їстівних рослин). У глобальному масштабі двома найважливішими критеріями при виборі найбільш відповідного виду рослин є його здатність виробляти та виділяти велику кількість молекули інтересу та її здатність до формування біомаси.
Індукція: Зазвичай індукція БК включає культивування стерильних поранених рослинних експлантів, які безпосередньо інокулюють R. rhizogenes. Коли мета полягає у виробництві рекомбінантних білків, ці бактерії мають бути спочатку генетично сконструйовані, щоб зобразити гени інтересу, які пізніше будуть експресовані БК. Деякі види рослин, наприклад, однодольні, вважаються непокірними, оскільки їх не можна трансформувати за допомогою цього методу. Для цих непокірних видів було продемонстровано техніку під назвою трансформація R. rhizogenes, опосередкована ультразвуком (SAArT). Потім експланти обробляють антибіотиками, щоб знищити бактерії. Утворені неопластичні БК з кількома розгалуженнями ростуть на середовищах без гормонів.
На цьому етапі, щоб підтвердити, що ці корені дійсно є БК, а не додатковими коренями, і що R. rhizogenes було ефективно знищено, ПЛР зазвичай проводять з використанням праймерів, які ампліфікують гени rol і vir. Якщо гетерологічний ген був інтегрований в бактерії R. rhizogenes, паралельна ПЛР із використанням трансген-специфічних праймерів також використовується для підтвердження його інтеграції в геном БК.

#### Зберігання
На даний момент основним методом зберігання є щомісячна субкультивування індивідуалізованих БК на твердих та/або рідких середовищах. Цей метод трудомісткий, дорогий і може представляти високі ризики контамінації та можливої втрати вихідних штамів. Іншою альтернативою зберігання БК, яка дозволяє уникнути вищезазначених проблем, є кріоконсервація клонів. Кріоконсервація відноситься до зберігання біологічного матеріалу протягом тривалого періоду в конкретних умовах, щоб уникнути будь-яких генетичних модифікацій або змін, які можуть загрожувати здатності матеріалу виробляти добре охарактеризовану молекулу інтересу.

#### Масштабне культивування
Однією з кінцевих цілей культивування БК є виробництво сполук, що синтезуються рослинами, в ідеалі у великомасштабних біореакторах. Використання біореакторів для КБК має бути оптимізовано відповідно до видів і сполук інтересів. Деякі з міркувань для оптимізації — це бородатість, товщина, довжина та розгалуженість коренів. Крім того, як виробництво метаболітів, так і ріст клітин є неоднорідними відповідно до рослини, яка була спочатку трансформована, і молекули, яка буде синтезована, що ще більше ускладнює оптимізацію біореактора. Крім того, моніторинг росту коренів є складним через неможливість отримати однорідні зразки БК в режимі реального часу.
Біореактори, що використовуються для КБК, можна класифікувати на газофазні або рідкофазні реактори і, як правило, є похідними від класичних біореакторів, але адаптовані для культури рослинних тканин. Також було проведено багато досліджень з використанням одноразових біореакторів, наприклад, біореакторів хвильового типу. До цього часу більшість КБК вирощували в рідкофазних біореакторах об'ємом до 20–30 л. Однак для деяких КБК об'єми досягли кількох сотень літрів.

#### Виділення синтезованих сполук
Отримана сполука може бути виділена в середовище, полегшуючи подальшу переробку. Тим не менш, деякі продукти можуть залишатися в клітинах, потенційно створюючи проблеми для очищення. Цікаво відзначити, що іноді неприродні або біосинтетично чужорідні сполуки можуть більш ефективно секретуватися в культуральне середовище, ніж сполуки, які природним чином виробляються БК.

#### Синтез білків
Перше підтвердження концепції КБК було досягнуто шляхом виробництва мишачих моноклональних антитіл в рослинах тютюну. На той час було показано, що ці антитіла виділяються і накопичуються в культуральному середовищі. Згодом отримували і інші білки: зелений флуоресцентний білок (GFP), людську ацетилхолінестеразу, мишачий інтерлейкін, тауматиновий підсолоджувач, людський інтерферон альфа-2b, рекомбінантний людський ЕПО (rhEPO) та рекомбінантну альфа-L-ідуронідазу. Навіть складні глікозильовані білки можна отримувати за допомогою платформ БК з дуже однорідними посттрансляційними профілями.
Розробка конструкції, яка використовується для експресії рекомбінантного білка, є критичним кроком. Зазвичай конструкція містить промотор, сигнальний пептид для орієнтації гетерологічних білків на очікуваний шлях (тобто секреторний шлях), ген, що кодує білок інтересу, і послідовність поліаденілування. Генні конструкції стратегічно розроблені, щоб містити сильний промотор високого рівня експресії генів. Сильний конститутивний промоторний вірус мозаїки цвітної капусти (CaMV35s) або його розширена версія (deCaMV35S) найчастіше використовуються для стимулювання експресії трансгену в КБК. Можна також використовувати індукційні промотори. Наприклад, глюкокортикоїдні або термоіндукційні промотори використовуються для стимулювання контрольованої експресії генів у необхідний час у системах КБК. Більше того, використання енхансера, такого як енхансер TMV omega, може допомогти підвищити продуктивність.
Опосередкована R. rhizogenes трансформація може бути застосована після того, як молекулярна конструкція була розроблена, для введення гетерологічного гена інтересу, у рослину-реципієнт без зміни генетичної архітектури рослини-хазяїна, що дає змогу трансгенному БК виробляти відповідний гетерологічний білок. Найпоширеніша стратегія полягає у модифікації штаму R. rhizogenes шляхом інтеграції гетерологічного гена у бактерії за допомогою класичних методів молекулярної біології перед інфікуванням рослини. У цьому випадку використовуються стандартні бінарні вектори експресії рослин, що містять специфічну Т-ДНК з геном інтересу. Використовуючи цю стратегію, досягається стабільна інтеграція гена(ів). Друга стратегія полягає в безпосередньому інфікуванні трансгенної рослини, яка вже експресує гетерологічний білок, використовуючи штам дикого типу R. rhizogenes. Таким чином, генна інженерія штаму бактерій не потрібна. У цьому відношенні наявність банків мутантів рослин пропонує широкий спектр можливостей.
Як згадувалося вище, рекомбінантні білки можуть вироблятися всередині або секретуватися в культуральне середовище. Великі білки — можуть секретуватися в культуральне середовище, що забезпечує широкий спектр виробництва білків. Як приклад, альфа-L-ідуронідаза, складний білок людини, добре секретується в культуральне середовище, коли його виробляють КБК.
Крім того, фізико-хімічні характеристики білків, такі як гідрофобність і заряд, також можуть бути важливими детермінантами для секреції та/або утримання. Перспективним методом стабільного підтримання продуктивності є використання протеїностабілізуючих агентів у культуральному середовищі рослин.
Приклади стабілізаторів білка та інгібіторів протеази: бичачий сироватковий альбумін (BSA) (для стабілізації на основі білків), желатин, PEG, PVP та інші полімери (для захисту білків від денатуруючих агентів рослинних клітин) та манітол (для регуляції осмотичного тиск середовища, мінімізуючи таким чином лізис клітин).

#### Синтез вторинних метаболітів
Для цього КБК є більш придатними, ніж культури клітин або калюсів, завдяки таким характеристикам, як генетична стабільність, ефективне виробництво біомаси та ефективна біосинтетична здатність. Крім того, вони здатні виробляти вторинні метаболіти протягом тривалого періоду часу. Наприклад: азадірахтин (біопестицид), беталаїн (червоні пігменти для харчової промисловості), камптотецин (протипухлинний засіб при лікуванні лікування раку яєчників і колоректального раку) і вітанолід A (регенеративна сполука мозку). Трансген також може бути введений в БК дикого типу, щоб збільшити кількість конкретного спеціалізованого метаболіту.
Приклади спеціалізованих метаболітів, що виробляються з використанням трансгенних КБК: тропанові алкалоїди, такі як скополамін і гіосціамін, гінзенозиди, соланозид та вітамін С.
Незалежно від стратегії (тобто використання трансгенних або нетрансгенних HRC), виробництво вторинних метаболітів було успішно покращено шляхом оптимізації умов росту (наприклад, джерело вуглецю, аерація, pH, світло/темрява, склад культурального середовища), та/або приділивши особливу увагу відбору адаптованих елісіторів. До успішно використаних еліситорів належать, наприклад: метилжасмонат, жасмонова кислота, хітозан або саліцилова кислота.

## Перспективне використання
Необхідна розробка надійного економічно ефективного процесу культивування з добре контрольованими системами.
Крім того, нові інструменти молекулярної біології (наприклад, технологія CRISPR/Cas9) дають широкі перспективи для розвитку КБК. Згідно з базою даних PubMed Central, перша трансформація КБ за допомогою стратегії CRISPR/Cas9 була ефективною в 2014 році, коли були опубліковані дані про трансгенні КБ томатів, які продукують eGFP. Можливість генерувати клони КБ, що містять нокаутні гени, полегшить розуміння або модифікацію метаболічного шляху. Цей вид експериментів може бути використаний для посилення експресії вторинних метаболітів, для модифікації посттрансляційних модифікацій рекомбінантних білків.
Через початкову низьку продуктивність і проблему збільшення масштабів, КБК до цих пір не використовувалися на промисловому рівні, за винятком косметичної області, де екстракт з КБК базиліка комерціалізується для лікування випадіння волосся. Поява компаній, здатних виробляти БК в оптимізованих і ідеально контрольованих біореакторах великих обсягів, відкриває цікаві перспективи для промислового використання цього біологічного матеріалу в майбутньому.